# クリスチャン・ニューベリー
クリスチャン・ニューベリー（英語: Christian Newberry、1968年 - ）は、イギリス、ロンドン出身の元フィギュアスケート選手（男子シングル）。現在はコーチ。1989年イギリス選手権優勝。1989年世界選手権イギリス代表。
フィギュアスケート選手のジャック・ニューベリーとグラハム・ニューベリーは息子で、現在はふたりのコーチを務める。

## 主な戦績
| 大会/年        | 1988-89 | 1989-90 |
| -------------- | ------- | ------- |
| 世界選手権     | 21      |         |
| 欧州選手権     | 15      |         |
| イギリス選手権 | 1       | 2       |

- J - ジュニアクラス